# 沙赫多爾縣
沙赫多爾縣（Shahdol district）是印度中央邦的一個縣，位於該國中部，面積5,671平方公里，識字率為68.36%，人口在2001至2011年期間增長17.27%，2011年人口1,064,989，人口密度每平方公里188人。

## 外部連結
- （页面存档备份，存于） List of places in Shahdol

23°18′N 81°21′E / 23.300°N 81.350°E